# Peter Kemp (navigateur)
Pour les articles homonymes, voir Peter Kemp et Kemp.
Peter Kemp, né en 1792 à Aberdeen et mort en mer le 21 avril 1834, est un navigateur britannique. 

## Biographie
Commandant d'un navire de la compagnie baleinière Bennett & Sons, le Recovery, il navigue principalement dans les eaux de la Géorgie du Sud (1813). En 1833, toujours pour le compte de cette compagnie, il reçoit le commandement du Magnet avec pour but de découvrir de nouvelles terres en Antarctique à la suite de John Biscoe qui travaillait pour Enderby, une compagnie concurrente. 
Parti le 15 juillet 1833 d'Angleterre, Kemp joint les îles Kerguelen où il aborde. Le 27 novembre, il croit apercevoir une terre par 52° 30' S et 69° 15' N, vraisemblablement l'île Heard qui ne sera pourtant découverte officiellement que vingt ans plus tard par le chasseur de baleines John Heard ; c'est son nom qui sera donné à l'île. Faisant route vers le sud, Kemp rencontre des icebergs et le pack de glace mais réussit à se frayer un passage jusqu'à la terre d'Enderby. Il atteint l'Antarctique le 27 décembre probablement autour du cap Davis, côte qui porte aujourd'hui son nom (cf. Terre de Kemp). Kemp décide ensuite de revenir aux Kerguelen où, jusqu'au 24 mars 1834, il se livre à la chasse aux phoques. 
le 21 avril 1834, il tombe à la mer près des côtes de l'Afrique du Sud et se noie. Le navire est ramené en Angleterre par son second, David Rankin. 
Jules Verne le mentionne dans son roman Le Sphinx des glaces (partie 1, chapitre III).